# Wachenbuchen
Wachenbuchen est le plus petit quartier de Maintal, une ville d'Allemagne, près de Francfort-sur-le-Main. Il y a environ 3 000 habitants en 2002.